# Lista de futebolistas campeões da Copa do Mundo FIFA
Esta lista de futebolistas campeões da Copa do Mundo FIFA apresenta os esportistas homens que venceram a competição organizada pela Federação Internacional de Futebol (FIFA). A Copa do Mundo FIFA é uma competição entre seleções de futebol iniciada em 1930.

## Por edição
| Edição | Seleção                         | Elenco | Treinador      | Fonte  |
| ------ | ------------------------------- | --- | -------------- | ------ |
| 1930   | Uruguai · (detalhes)            | J. Andrade • P. Anselmo • E. Ballestrero • J. Calvo • M. Capuccini • H. Castro • P. Cea • P. Dorado • L. Fernández • Á. Gestido • S. Iriarte • E. Mascheroni • Á. Melogno • J. Nasazzi • P. Petrone • C. Píriz • E. Recoba • C. Riolfo • Z. Saldombide • H. Scarone • D. Tejera • S. Urdinarán | A. Suppici     | [ 1 ]  |
| 1934   | Itália · (detalhes)             | L. Allemandi • P. Arcari • L. Bertolini • F. Borel • U. Caligaris • A. Castellazzi • G. Cavanna • G. Combi • A. Demaría • G. Ferrari • A. Ferraris • E. Guaita • A. Guarisi • G. Masetti • G. Meazza • L. Monti • E. Monzeglio • R. Orsi • M. Pizziolo • V. Rosetta • A. Schiavio • M. Varglien | V. Pozzo       | [ 2 ]  |
| 1938   | Itália · (detalhes)             | M. Andreolo • S. Bertoni • A. Biavati • C. Ceresoli • B. Chizzo • G. Colaussi • A. Donati • G. Ferrari • P. Ferraris • A. Foni • M. Genta • U. Locatelli • G. Masetti • G. Meazza • E. Monzeglio • A. Olivieri • R. Olmi • P. Pasinati • M. Perazzolo • S. Piola • P. Rava • P. Serantoni | V. Pozzo       | [ 3 ]  |
| 1950   | Uruguai · (detalhes)            | J. Britos • J. Burgueño • S. Gambetta • A. Ghiggia • J. González • M. González • W. Martínez • R. Máspoli • Ó. Míguez • R. Morán • W. Ortuño • A. Paz • J. Pérez • R. Pini • L. Rijo • V. Rodríguez Andrade • C. Romero • J. Schiaffino • E. Tejera • O. Varela • E. Vidal • H. Vilches | J. López       | [ 4 ]  |
| 1954   | Alemanha Ocidental · (detalhes) | 1 T. Turek • 2 F. Laband • 3 W. Kohlmeyer • 4 H. Bauer • 5 H. Erhardt • 6 H. Eckel • 7 J. Posipal • 8 K. Mai • 9 P. Mebus • 10 W. Liebrich • 11 K.-H. Metzner • 12 H. Rahn • 13 M. Morlock • 14 B. Klodt • 15 O. Walter • 16 F. Walter • 17 R. Herrmann • 18 U. Biesinger • 19 A. Pfaff • 20 H. Schäfer • 21 H. Kubsch • 22 H. Kwiatkowski                                                                                | S. Herberger   | [ 5 ]  |
| 1958   | Brasil · (detalhes)             | 1 Castilho • 2 Bellini • 3 Gilmar • 4 Djalma Santos • 5 Dino Sani • 6 Didi • 7 Zagallo • 8 Oreco • 9 Zózimo • 10 Pelé • 11 Garrincha • 12 Nílton Santos • 13 Moacir • 14 De Sordi • 15 Orlando • 16 Mauro • 17 Joel • 18 J. Altafini • 19 Zito • 20 Vavá • 21 Dida • 22 Pepe | V. Feola       | [ 6 ]  |
| 1962   | Brasil · (detalhes)             | 1 Gilmar • 2 Djalma Santos • 3 Mauro • 4 Zito • 5 Zózimo • 6 Nílton Santos • 7 Garrincha • 8 Didi • 9 Coutinho • 10 Pelé • 11 Pepe • 12 Jair Marinho • 13 Bellini • 14 Jurandir • 15 Altair • 16 Zequinha • 17 Mengálvio • 18 Jair • 19 Vavá • 20 Amarildo • 21 Zagallo • 22 Castilho | A. Moreira     | [ 7 ]  |
| 1966   | Inglaterra · (detalhes)         | 1 G. Banks • 2 G. Cohen • 3 R. Wilson • 4 N. Stiles • 5 J. Charlton • 6 B. Moore • 7 A. Ball • 8 J. Greaves • 9 B. Charlton • 10 G. Hurst • 11 J. Connelly • 12 R. Springett • 13 P. Bonetti • 14 J. Armfield • 15 G. Byrne • 16 M. Peters • 17 R. Flowers • 18 N. Hunter • 19 T. Paine • 20 I. Callaghan • 21 R. Hunt • 22 G. Eastham                                                                                    | A. Ramsey      | [ 8 ]  |
| 1970   | Brasil · (detalhes)             | 1 Félix • 2 Brito • 3 Piazza • 4 Carlos Alberto • 5 Clodoaldo • 6 Marco Antônio • 7 Jairzinho • 8 Gérson • 9 Tostão • 10 Pelé • 11 Rivellino • 12 Ado • 13 Roberto • 14 Baldocchi • 15 Fontana • 16 Everaldo • 17 Joel • 18 Paulo Cézar Caju • 19 Edu • 20 Dadá Maravilha • 21 Zé Maria • 22 Leão | M. Zagallo     | [ 9 ]  |
| 1974   | Alemanha Ocidental · (detalhes) | 1 S. Maier • 2 B. Vogts • 3 P. Breitner • 4 H.-G. Schwarzenbeck • 5 F. Beckenbauer • 6 H.-D. Höttges • 7 H. Wimmer • 8 B. Cullmann • 9 J. Grabowski • 10 G. Netzer • 11 J. Heynckes • 12 W. Overath • 13 G. Müller • 14 U. Hoeneß • 15 H. Flohe • 16 R. Bonhof • 17 B. Hölzenbein • 18 D. Herzog • 19 J. Kapellmann • 20 H. Kremers • 21 N. Nigbur • 22 W. Kleff                                                          | H. Schön       | [ 10 ] |
| 1978   | Argentina · (detalhes)          | 1 N. Alonso • 2 O. Ardiles • 3 H. Baley • 4 D. Bertoni • 5 U. Fillol • 6 A. Gallego • 7 L. Galván • 8 R. Galván • 9 R. Houseman • 10 M. Kempes • 11 D. Killer • 12 O. Larrosa • 13 R. La Volpe • 14 L. Luque • 15 J. Olguín • 16 O. Ortiz • 17 M. Oviedo • 18 R. Pagnanini • 19 D. Passarella • 20 A. Tarantini • 21 J. Valencia • 22 R. Villa                                                                            | C. Menotti     | [ 11 ] |
| 1982   | Itália · (detalhes)             | 1 D. Zoff • 2 F. Baresi • 3 G. Bergomi • 4 A. Cabrini • 5 F. Collovati • 6 C. Gentile • 7 G. Scirea • 8 P. Vierchowod • 9 G. Antognoni • 10 G. Dossena • 11 G. Marini • 12 I. Bordon • 13 G. Oriali • 14 M. Tardelli • 15 F. Causio • 16 B. Conti • 17 D. Massaro • 18 A. Altobelli • 19 F. Graziani • 20 P. Rossi • 21 F. Selvaggi • 22 G. Galli                                                                         | E. Bearzot     | [ 12 ] |
| 1986   | Argentina · (detalhes)          | 1 S. Almirón • 2 S. Batista • 3 R. Bochini • 4 C. Borghi • 5 J. Brown • 6 D. Passarella • 7 J. Burruchaga • 8 N. Clausen • 9 J. Cuciuffo • 10 D. Maradona • 11 J. Valdano • 12 H. Enrique • 13 O. Garré • 14 R. Giusti • 15 L. Islas • 16 J. Olarticoechea • 17 P. Pasculli • 18 N. Pumpido • 19 O. Ruggeri • 20 C. Tapia • 21 M. Trobbiani • 22 H. Zelada                                                                | C. Bilardo     | [ 13 ] |
| 1990   | Alemanha Ocidental · (detalhes) | 1 B. Illgner • 2 S. Reuter • 3 A. Brehme • 4 J. Kohler • 5 K. Augenthaler • 6 G. Buchwald • 7 P. Littbarski • 8 T. Häßler • 9 R. Völler • 10 L. Matthäus • 11 F. Mill • 12 R. Aumann • 13 K.-H. Riedle • 14 T. Berthold • 15 U. Bein • 16 P. Steiner • 17 A. Möller • 18 J. Klinsmann • 19 H. Pflügler • 20 O. Thon • 21 G. Hermann • 22 A. Köpke                                                                         | F. Beckenbauer | [ 14 ] |
| 1994   | Brasil · (detalhes)             | 1 Taffarel • 2 Jorginho • 3 Ricardo Rocha • 4 Ronaldão • 5 Mauro Silva • 6 Branco • 7 Bebeto • 8 Dunga • 9 Zinho • 10 Raí • 11 Romário • 12 Zetti • 13 Aldair • 14 Cafu • 15 Márcio Santos • 16 Leonardo • 17 Mazinho • 18 Paulo Sérgio • 19 Müller • 20 Ronaldo • 21 Viola • 22 Gilmar | C. Parreira    | [ 15 ] |
| 1998   | França · (detalhes)             | 1 B. Lama • 2 V. Candela • 3 B. Lizarazu • 4 P. Vieira • 5 L. Blanc • 6 Y. Djorkaeff • 7 D. Deschamps • 8 M. Desailly • 9 S. Guivarc'h • 10 Z. Zidane • 11 R. Pires • 12 T. Henry • 13 B. Diomède • 14 A. Boghossian • 15 L. Thuram • 16 F. Barthez • 17 E. Petit • 18 F. Leboeuf • 19 C. Karembeu • 20 D. Trezeguet • 21 C. Dugarry • 22 L. Charbonnier                                                                  | A. Jacquet     | [ 16 ] |
| 2002   | Brasil · (detalhes)             | 1 Marcos • 2 Cafu • 3 Lúcio • 4 Roque Júnior • 5 Edmílson • 6 Roberto Carlos • 7 Ricardinho • 8 Gilberto Silva • 9 Ronaldo • 10 Rivaldo • 11 Ronaldinho • 12 Dida • 13 Belletti • 14 Ânderson Polga • 15 Kléberson • 16 Júnior • 17 Denílson • 18 Vampeta • 19 Juninho Paulista • 20 Edílson • 21 Luizão • 22 Rogério Ceni • 23 Kaká                                                                                      | L. Scolari     | [ 17 ] |
| 2006   | Itália · (detalhes)             | 1 G. Buffon • 2 C. Zaccardo • 3 F. Grosso • 4 D. De Rossi • 5 F. Cannavaro • 6 A. Barzagli • 7 A. Del Piero • 8 G. Gattuso • 9 L. Toni • 10 F. Totti • 11 A. Gilardino • 12 A. Peruzzi • 13 A. Nesta • 14 M. Amelia • 15 V. Iaquinta • 16 M. Camoranesi • 17 S. Barone • 18 F. Inzaghi • 19 G. Zambrotta • 20 S. Perrotta • 21 A. Pirlo • 22 M. Oddo • 23 M. Materazzi                                                    | M. Lippi       | [ 18 ] |
| 2010   | Espanha · (detalhes)            | 1 I. Casillas • 2 R. Albiol • 3 G. Piqué • 4 C. Marchena • 5 C. Puyol • 6 A. Iniesta • 7 D. Villa • 8 Xavi • 9 F. Torres • 10 C. Fàbregas • 11 J. Capdevila • 12 V. Valdés • 13 J. Mata • 14 X. Alonso • 15 S. Ramos • 16 S. Busquets • 17 Á. Arbeloa • 18 Pedro • 19 F. Llorente • 20 J. Martínez • 21 D. Silva • 22 J. Navas • 23 P. Reina                                                                              | V. del Bosque  | [ 19 ] |
| 2014   | Alemanha · (detalhes)           | 1 M. Neuer • 2 K. Großkreutz • 3 M. Ginter • 4 B. Höwedes • 5 M. Hummels • 6 S. Khedira • 7 B. Schweinsteiger • 8 M. Özil • 9 A. Schürrle • 10 L. Podolski • 11 M. Klose • 12 R.-R. Zieler • 13 T. Müller • 14 J. Draxler • 15 E. Durm • 16 P. Lahm • 17 P. Mertesacker • 18 T. Kroos • 19 M. Götze • 20 J. Boateng • 21 S. Mustafi • 22 R. Weidenfeller • 23 C. Kramer                                                   | J. Löw         | [ 20 ] |
| 2018   | França · (detalhes)             | 1 H. Lloris • 2 B. Pavard • 3 P. Kimpembe • 4 R. Varane • 5 S. Umtiti • 6 P. Pogba • 7 A. Griezmann • 8 T. Lemar • 9 O. Giroud • 10 K. Mbappé • 11 O. Dembélé • 12 C. Tolisso • 13 N. Kanté • 14 B. Matuidi • 15 S. Nzonzi • 16 S. Mandanda • 17 A. Rami • 18 N. Fekir • 19 D. Sidibé • 20 F. Thauvin • 21 L. Hernandez • 22 B. Mendy • 23 A. Areola                                                                      | D. Deschamps   | [ 21 ] |
| 2022   | Argentina · (detalhes)          | 1 F. Armani • 2 J. Foyth • 3 N. Tagliafico • 4 G. Montiel • 5 L. Paredes • 6 G. Pezzella • 7 R. De Paul • 8 M. Acuña • 9 J. Álvarez • 10 L. Messi • 11 Á. Di María • 12 G. Rulli • 13 C. Romero • 14 E. Palacios • 15 Á. Correa • 16 T. Almada • 17 P. Gómez • 18 G. Rodríguez • 19 N. Otamendi • 20 A. Mac Allister • 21 P. Dybala • 22 La. Martínez • 23 E. Martínez • 24 E. Fernández • 25 Li. Martínez • 26 N. Molina | L. Scaloni     | [ 22 ] |

## Por esportista

### Futebolistas que conquistaram medalhas de ouro, de prata e de bronze
| # | Jogador                              | Campeão | Vice-campeão | 3º Lugar   |
| - | ------------------------------------ | ------- | ------------ | ---------- |
| 1 | Franz Beckenbauer[carece de fontes?] | 1974    | 1966         | 1970       |
| 2 | Sepp Maier                           | 1974    | 1966         | 1970       |
| 3 | Wolfgang Overath[carece de fontes?]  | 1974    | 1966         | 1970       |
| 4 | Jürgen Grabowski                     | 1974    | 1966         | 1970       |
| 5 | Horst-Dieter Höttges                 | 1974    | 1966         | 1970       |
| 6 | Franco Baresi                        | 1982    | 1994         | 1990       |
| 7 | Miroslav Klose                       | 2014    | 2002         | 2006, 2010 |

### Multicampeões
| \| Seleção \| Jogador \| Ano \| \| Itália \| Giovanni Ferrari \| 1934 • 1938 \| \| \| Guido Masetti \| 1934 • 1938 \| \| \| Giuseppe Meazza \| 1934 • 1938 \| \| \| Eraldo Monzeglio \| 1934 • 1938 \| \| Brasil \| Pelé \| 1958 • 1962 • 1970 \| \| \| Bellini \| 1958 • 1962 \| \| \| Carlos José Castilho \| 1958 • 1962 \| \| \| Didi \| 1958 • 1962 \| \| \| Djalma Santos \| 1958 • 1962 \| \| \| Garrincha \| 1958 • 1962 \| \| \| Gilmar \| 1958 • 1962 \| \| \| Mauro \| 1958 • 1962 \| \| \| Nílton Santos \| 1958 • 1962 \| \| \| Pepe \| 1958 • 1962 \| \| \| Vavá \| 1958 • 1962 \| \| \| Zagallo \| 1958 • 1962 \| \| \| Zito \| 1958 • 1962 \| \| \| Zózimo \| 1958 • 1962 \| \| \| Cafu \| 1994 • 2002 \| \| \| Ronaldo \| 1994 • 2002 \| \| Argentina \| Daniel Passarella \| 1978 • 1986 \| | Legenda - Em negrito: quem jogou a final - Sublinhado: quem jogou pelo menos um jogo, sem participar na final - Em itálico: quem não jogou nenhum jogo |                    |
| Seleção | Jogador | Ano                |
| Itália | Giovanni Ferrari | 1934 • 1938        |
| | Guido Masetti | 1934 • 1938        |
| | Giuseppe Meazza | 1934 • 1938        |
| | Eraldo Monzeglio | 1934 • 1938        |
| Brasil | Pelé | 1958 • 1962 • 1970 |
| | Bellini | 1958 • 1962        |
| | Carlos José Castilho | 1958 • 1962        |
| | Didi | 1958 • 1962        |
| | Djalma Santos | 1958 • 1962        |
| | Garrincha | 1958 • 1962        |
| | Gilmar | 1958 • 1962        |
| | Mauro | 1958 • 1962        |
| | Nílton Santos | 1958 • 1962        |
| | Pepe | 1958 • 1962        |
| | Vavá | 1958 • 1962        |
| | Zagallo | 1958 • 1962        |
| | Zito | 1958 • 1962        |
| | Zózimo | 1958 • 1962        |
| | Cafu | 1994 • 2002        |
| | Ronaldo | 1994 • 2002        |
| Argentina | Daniel Passarella | 1978 • 1986        |

### Futebolistas campeões também como treinador
Apenas três pessoas conquistaram o título da Copa do Mundo FIFA como jogador e como treinador.
| # | Personalidade     | Conquista(s) como jogador | Conquista(s) como treinador |
| - | ----------------- | ------------------------- | --------------------------- |
| 1 | Zagallo           | 1958 e 1962               | 1970                        |
| 2 | Franz Beckenbauer | 1974                      | 1990                        |
| 3 | Didier Deschamps  | 1998                      | 2018                        |

## Treinadores e capitães campeões
| Ano  | Seleção            | Treinador               | Capitão               |
| ---- | ------------------ | ----------------------- | --------------------- |
| 1930 | Uruguai            | Alberto Suppici         | José Nasazzi          |
| 1934 | Itália             | Vittorio Pozzo          | Gianpiero Combi       |
| 1938 | Itália             | Vittorio Pozzo          | Giuseppe Meazza       |
| 1950 | Uruguai            | Juan López              | Obdulio Varela        |
| 1954 | Alemanha Ocidental | Sepp Herberger          | Fritz Walter          |
| 1958 | Brasil             | Vicente Feola           | Bellini               |
| 1962 | Brasil             | Aymoré Moreira          | Mauro                 |
| 1966 | Inglaterra         | Alf Ramsey              | Bobby Moore           |
| 1970 | Brasil             | Zagallo                 | Carlos Alberto Torres |
| 1974 | Alemanha Ocidental | Helmut Schön            | Franz Beckenbauer     |
| 1978 | Argentina          | César Luis Menotti      | Daniel Passarella     |
| 1982 | Itália             | Enzo Bearzot            | Dino Zoff             |
| 1986 | Argentina          | Carlos Bilardo          | Diego Maradona        |
| 1990 | Alemanha Ocidental | Franz Beckenbauer       | Lothar Matthäus       |
| 1994 | Brasil             | Carlos Alberto Parreira | Dunga                 |
| 1998 | França             | Aimé Jacquet            | Didier Deschamps      |
| 2002 | Brasil             | Luiz Felipe Scolari     | Cafu                  |
| 2006 | Itália             | Marcello Lippi          | Fabio Cannavaro       |
| 2010 | Espanha            | Vicente del Bosque      | Iker Casillas         |
| 2014 | Alemanha           | Joachim Löw             | Philipp Lahm          |
| 2018 | França             | Didier Deschamps        | Hugo Lloris           |
| 2022 | Argentina          | Lionel Scaloni          | Lionel Messi          |